# マルコム・アンダーソン
マルコム・アンダーソン（Malcolm Anderson, 1935年3月3日 - ）は、オーストラリア・クイーンズランド州セオドア出身の男子テニス選手。愛称の「マル・アンダーソン（Mal Anderson）」で呼ばれることも多い。
1957年の全米選手権男子シングルス優勝者になった後、1959年に「プロテニス選手」に転向した。その後1968年に始まったテニス界の「オープン化措置」で4大大会に復帰し、1973年の全豪オープン男子ダブルス優勝者になり、オープン化時代の前後をまたいで活動した。

## 来歴
アンダーソンの故郷は、クイーンズランド州内の広大な田舎地域にある。下記参考文献のうち、バド・コリンズの百科事典の説明によれば「牛やカンガルー、ワライカワセミの生息地で、自宅には手作りのテニスコートとアリの寝床があった」という。そんな育ちであったことから、彼には後に「田舎者（Country）」「カウボーイ（Cowboy）」などのニックネームがついた。身長185cmほどの長身選手で、ほっそりした“線路のように細い”体格の持ち主と呼ばれた。彼はロイ・エマーソンの姉妹と結婚したことから、エマーソンと義理の兄弟関係になった。
アンダーソンは8歳からテニスを始めたが、真剣に練習するようになったのは16歳以後であった。22歳になった1957年、アンダーソンに最初のハイライトが訪れる。3度目の出場だった1957年全米選手権で、彼はノーシードから勝ち上がり、4回戦でディック・サビット（アメリカ）、準々決勝でルイス・アヤラ（チリ）、準決勝でスベン・デビッドソン（スウェーデン）を破って決勝に勝ち上がった。決勝戦では同じオーストラリアのアシュレー・クーパーを 10-8, 7-5, 6-4 のストレートで破る。こうしてマルコム・アンダーソンは、全米選手権（現在の全米オープンテニス）の歴史を通じて、史上初めてノーシードから男子シングルスを制した選手になった。
2000年に国際テニス殿堂入りを果たしている。

## 4大大会優勝
- 全豪オープン　男子ダブルス：1勝（1973年）／混合ダブルス：1勝（1957年）　［男子シングルス準優勝2度：1958年→1972年］
- 全仏選手権　男子ダブルス：1勝（1957年）
- 全米選手権　男子シングルス：1勝（1957年）　［同部門準優勝1度：1958年］

| 年     | 大会       | 対戦相手             | 試合結果       |
| ------ | ---------- | -------------------- | -------------- |
| 1957年 | 全米選手権 | アシュレー・クーパー | 10-8, 7-5, 6-4 |